# Клостернойбург
Клостерно́йбург (нім. Klosterneuburg) — австрійське місто у федеральній землі Нижня Австрія. Знаходиться на північному заході від Відня, безпосередньо примикаючи до нього. Населення — 25 216 чоловік за даними перепису 2007 року.

## Географія й транспорт
Місто розташовано на правому березі річки Дунай, на висоті 192 метри над рівнем моря. Від Відня відокремлено горами Каленберг і Леопольдсберг. Зі столиці до Клостернойбургу ходять приміські поїзди ліній S40 та S45.
Географічні координати: 48°18′ пн. ш. 16°19′ сх. д. / 48.300° пн. ш. 16.317° сх. д.

## Історія
У часи Римської імперії на місці сучасного Клостернойбурга знаходилась фортеця Астуріс.
Заснування міста пов'язано з іменем маркграфа Леопольда III з династії Бабенбергів, який 1113 року наказав звести новий замок й переніс до нього свою резиденцію. У той же час було засновано монастир августинців. Місто, що виросло навколо замку й монастиря, отримало ім'я Нойбург (нове місто). У результаті повені та зміни русла Дунаю 1218 року, частина міста, що примикала до ринку (Kor), опинилася на іншому березі річки й отримала ім'я Корнойбург; тоді як місто біля монастиря (Kloster) стало називатися Клостернойбург.
У 1298 році Клостернойбург отримав права міста.
Клостернойбург також слугував резиденцією Леопольду VI.
Після канонізації у 1485 році засновника Клостернойбургу Леопольда III, монастир міста став національною австрійською святинею. У XV–XVI століттях абатство перетворилось на великий релігійний, культурний та науковий центр. Монастир Клостернойбургу був відомий виготовленням чудових для свого часу географічних карт, а також володів однією з найкращих у німецькомовних землях бібліотекою.
Після розпаду Священної Римської імперії на початку XIX століття Клостернойбург увійшов до складу Австрії.
З 1938 по 1954 місто входило до складу Відня.

## Пам'ятки

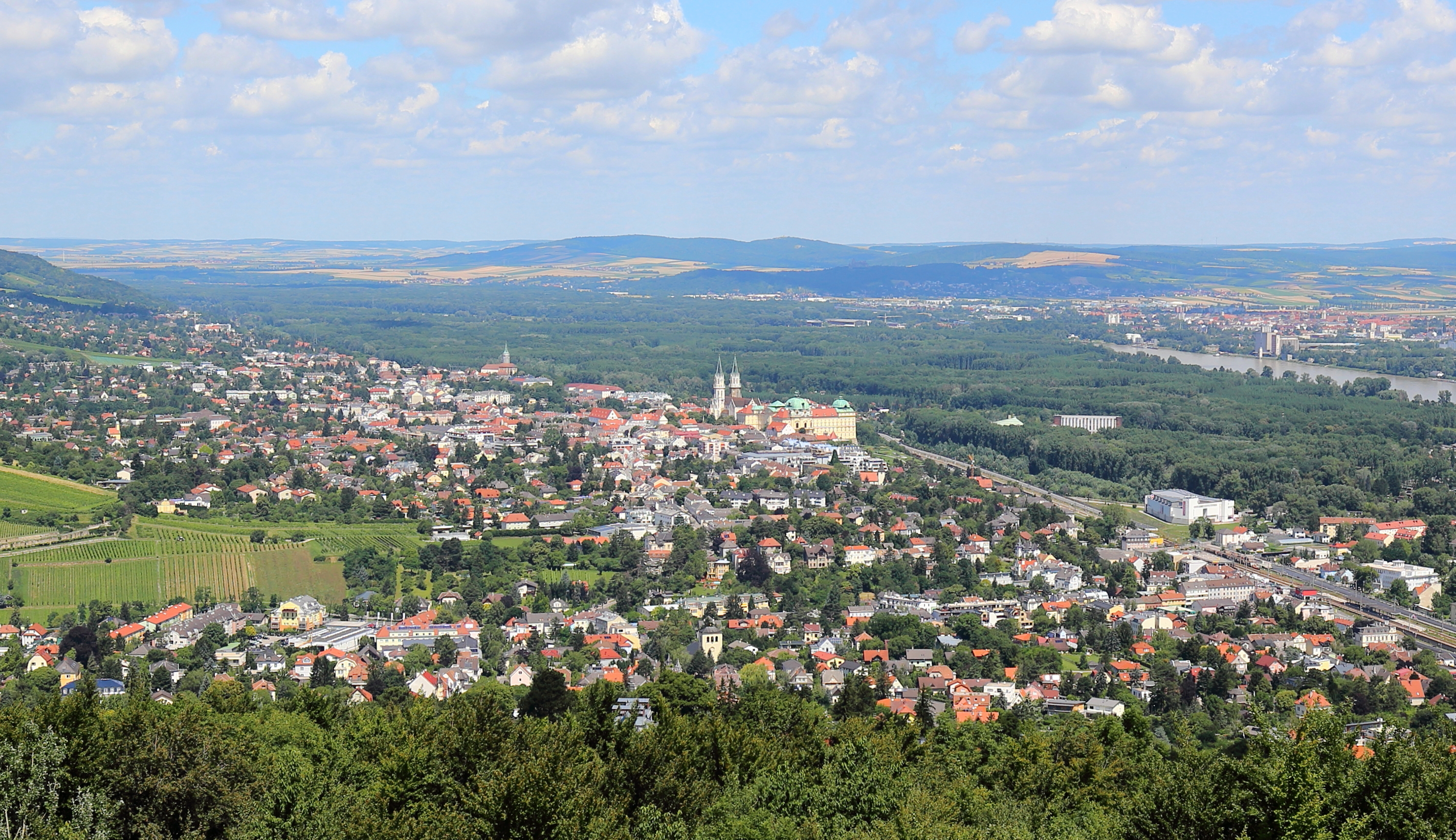
Вид на Клостернойбург з гори Леопольдсберг

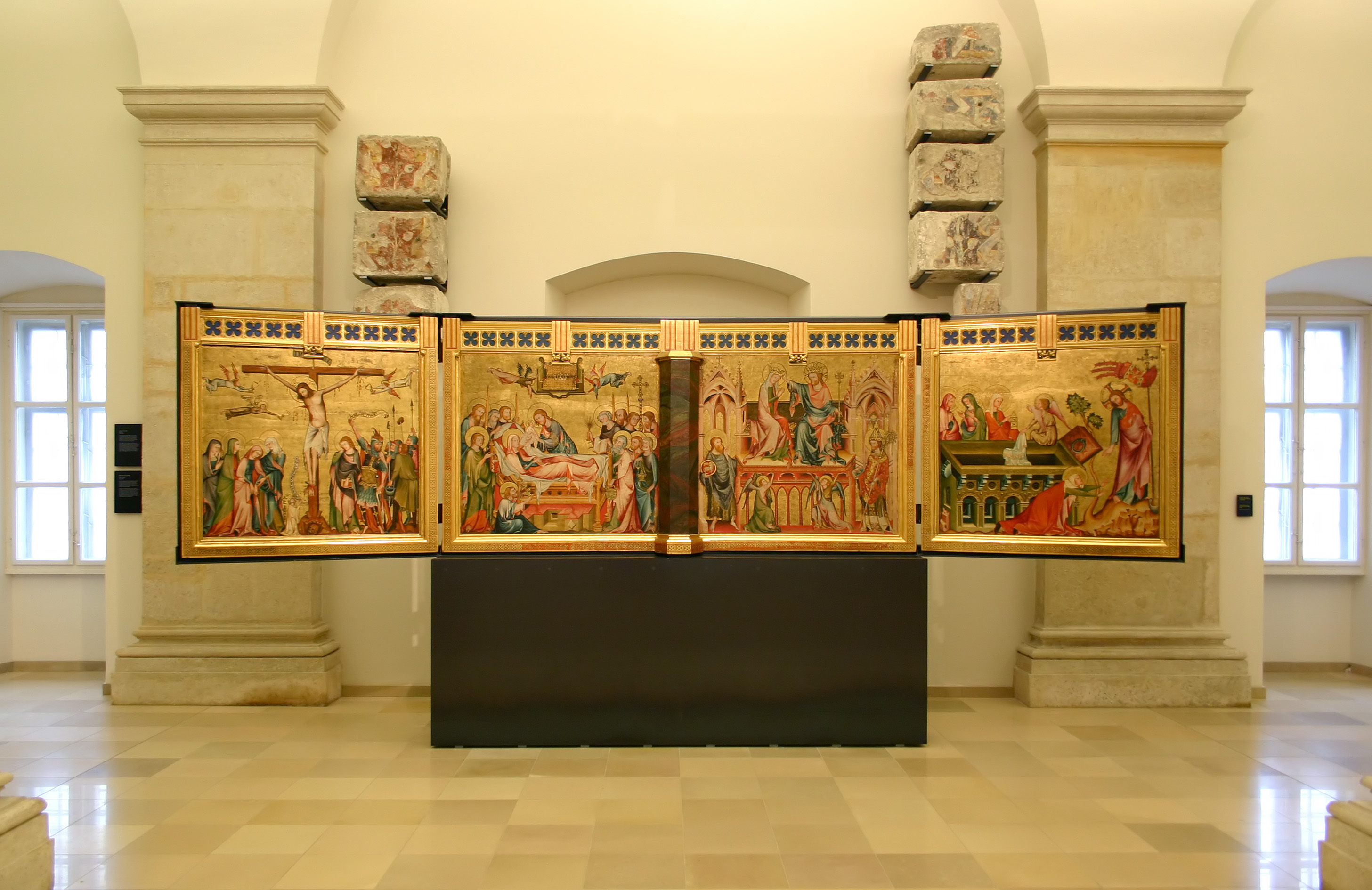
Верденський вівтар

- Монастир августинців — головна пам'ятка міста, що забезпечила Клостернойбургу всесвітню славу. Заснований на початку XII століття Леопольдом III. У 1711 Карл VI почав перебудову абатства в стилі бароко, однак реконструкцію було завершено лише 1842 року в сильно урізаному у порівнянні з первинними планами вигляді. Монастир упродовж усієї історії був центром австрійського виноробства. Зараз в межах монастиря знаходиться Федеральний інститут виноградарства.
  - Монастирська церква — зведена 1136 року як романська базиліка, у XVII столітті перебудована в стилі бароко, а у XIX столітті до неї було прибудовано дві неоготичні вежі.
  - Каплиця Леопольда — у каплиці розміщено усипальницю засновника монастиря Леопольда III, святого і покровителя Австрії; а також Верденський вівтар — видатна пам'ятка мистецтва XII століття.
  - Нова будівля — у новій будівлі монастиря найвизначнішими є покої імператора та Мармурова зала. В будівлі також розміщено Монастирський музей.
  - Лапідаріум — тут зберігається статуя Клостенбурзької мадонни, створена 1310 року.
  -  Бондарня — експозиція, присвячена виноградарству.
  -  Монастирська бібліотека — містить понад 30 000 старовинних томів.

- Колекція Есселя — художня галерея, розташована у сучасній будівлі. Представлено роботи сучасних австрійських та зарубіжних художників.

## Політична ситуація
Бургомістр комуни — Готтфрід Шу (АНП) за результатами виборів 2005 року.
Рада представників комуни (нім. Gemeinderat) складається із 41 місця.
- АНП займає 20 місць.
- СДПА займає 11 місць.
- Австрійські зелені мають 5 місць.
- АПС займає 2 місця.
- Партія PUK займає 2 місця.
- Партія MIK займає 1 місце.

## Відомі особистості
У поселенні народився:
- Зігфрід Зельбергерр (* 1955) — австрійський вчений в галузі мікроелектроніки.